# Guillaume Le Vasseur de Beauplan
Guillaume Le Vasseur de Beauplan (Dieppe, 1595 - Ruan, 6 de diciembre de 1673) fue un cartógrafo, ingeniero y arquitecto franco-polaco.

## Biografía
Nació en Dieppe hacia 1595. Beauplan sirvió como capitán de artillería del ejército de la Corona del reino de Polonia entre 1630 y 1647 o 1648. Fue enviado a Ucrania, donde sirvió bajo el mando de Estanislao Koniecpolski en 1637-1638. Usó sus habilidades arquitectónicas mientras estaba en el ejército. En 1639 participó en la reconstrucción de la fortaleza de Kodak. También construyó una fortaleza en Bar, el castillo de Pidgirtsi, trabajó en el castillo de Brody y en estructuras en Kremenchuk.
En 1639, Beauplan creó el primer mapa "descriptivo" de Ucrania y en 1648 creó un mapa de Ucrania que tenía información fronteriza detallada. En 1654 estaba trabajando en Danzig. Privado por la muerte del rey Vladislao de la recompensa que tenía derecho a esperar, y descuidado por su sucesor, Juan II Casimiro, más entendido en teología que en administración, regresó a Normandía. Creó un mapa con una escala de 1:452.000 y un mapa adicional a escala de 1:1.800.000. Ambos mapas fueron grabados por Willem Hondius. Estos mapas se publicarían en Ruan, Francia y serían reproducidos por  Veniiamyn Kordt. Beauplan publicó otro mapa del río Dniéper en 1662.
Escribió Description des contrés du Royaume de Pologne, que se publicó en 1651. Pasó a llamarse Description d'Ukranie cuando se publicó la segunda edición en 1651. Se publicaron dos ediciones más en 1660 y 1861. El libro fue el primer libro publicado que proporcionó una descripción geográfica, económica y demográfica de Ucrania. En 1832, se había traducido a cinco idiomas y sigue impreso hoy. En el libro, Ucrania era descrita como un territorio entre el Zarato ruso y Transilvania.
Levasseur de Beauplan murió en 1673.

## Galería

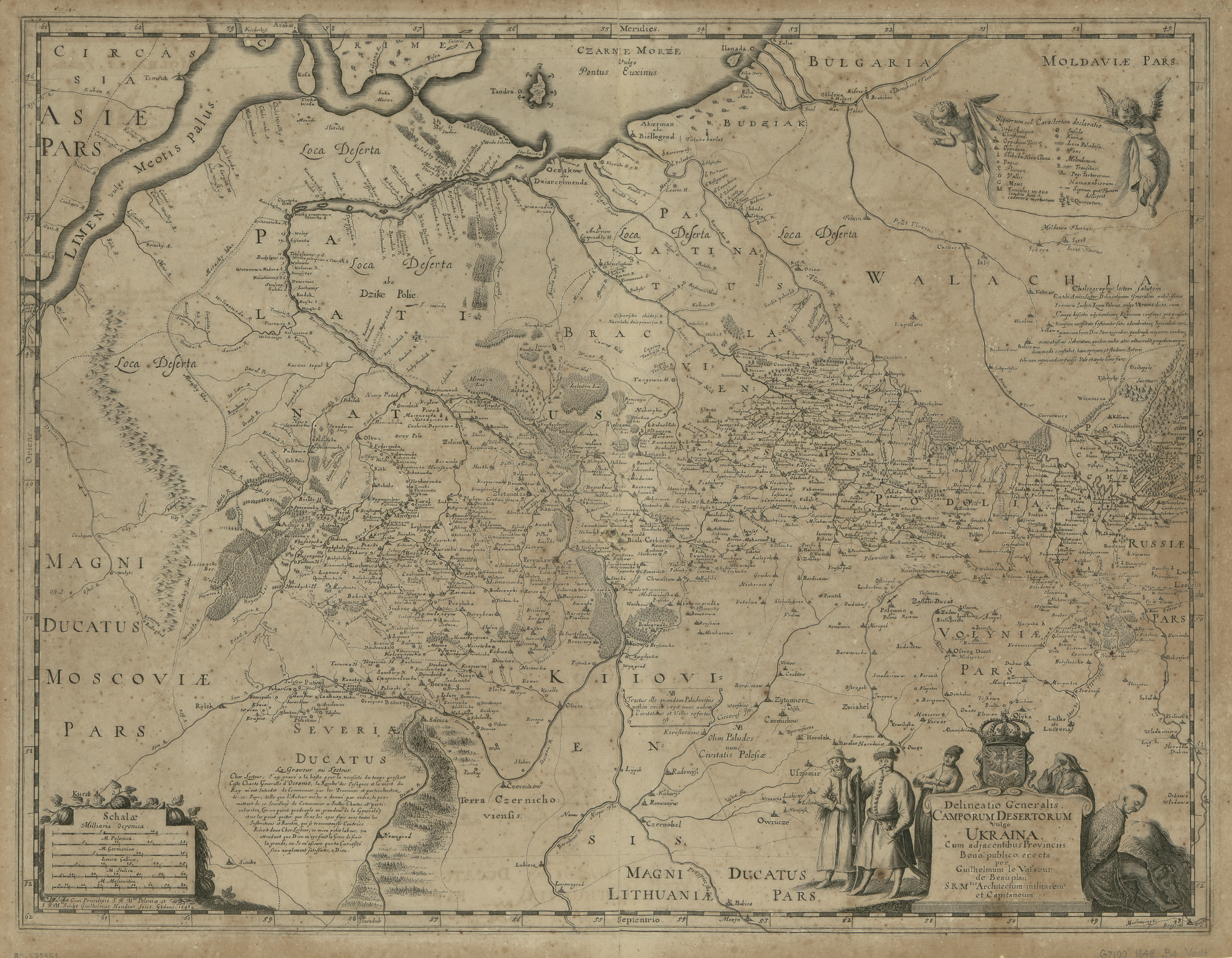
Representación general de las llanuras desiertas (en lenguaje común, Ucrania) junto con sus provincias vecinas (1648)
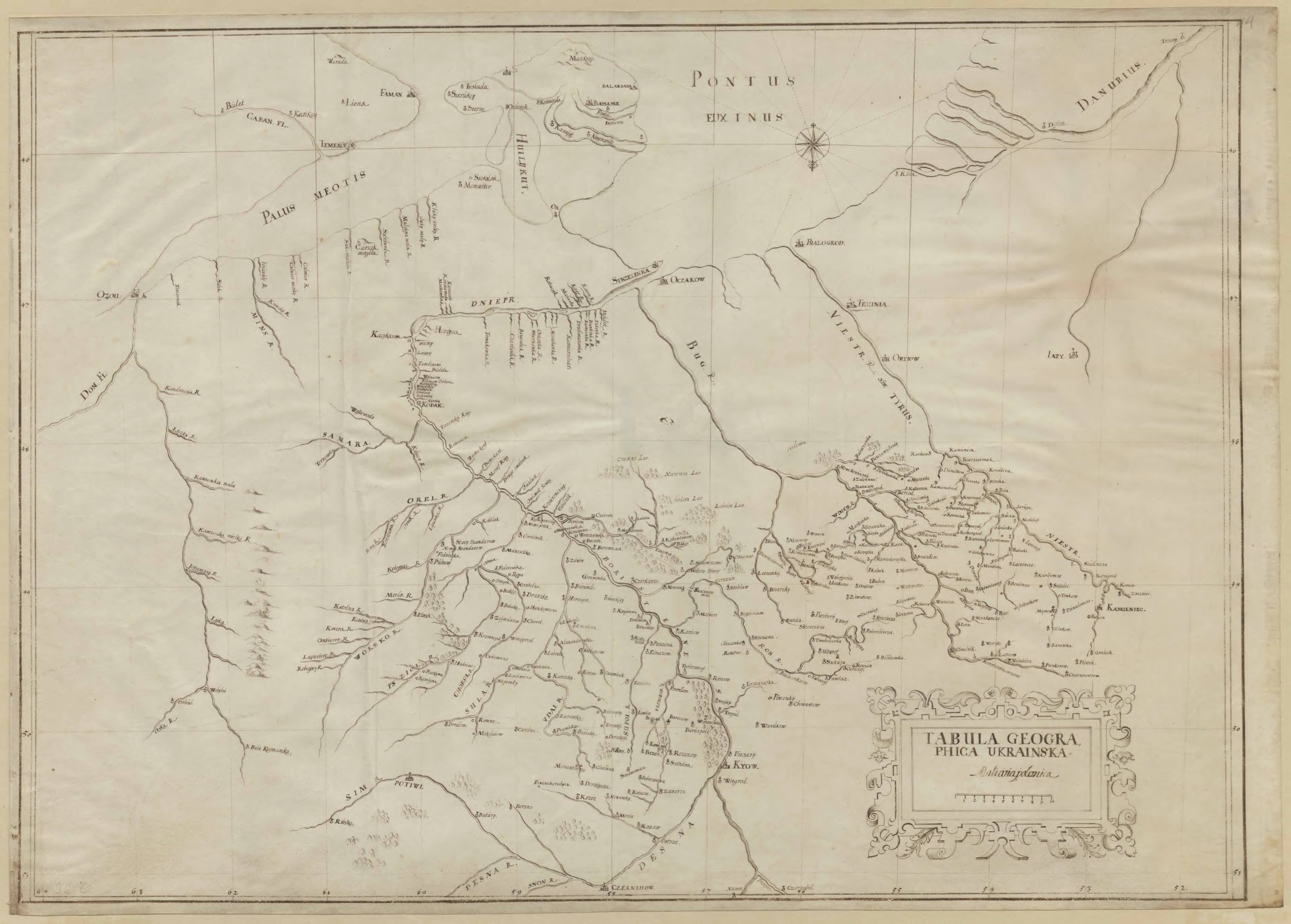
Tabula Geographica Ukrainska (1639)
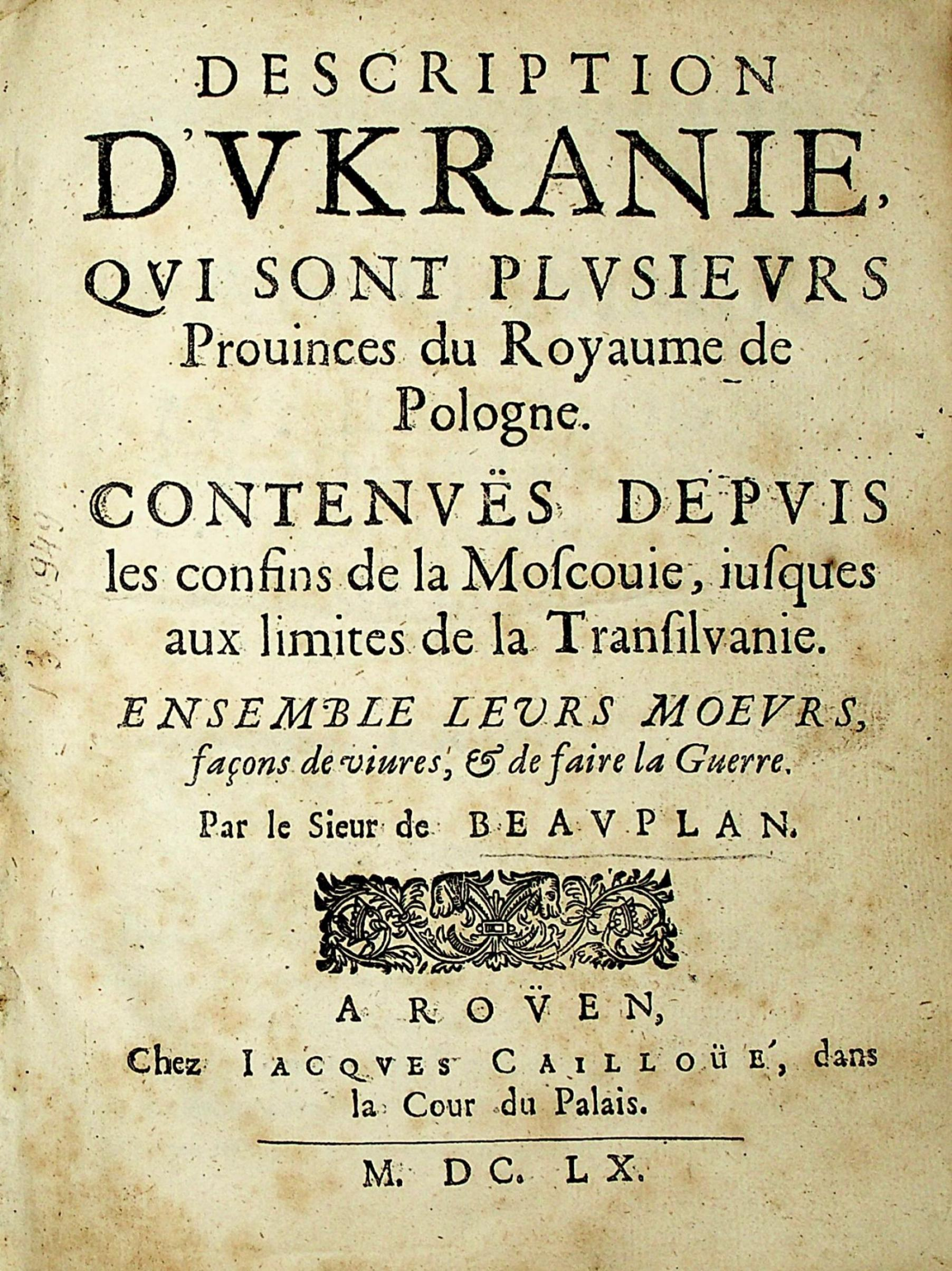
Portada de Description d'Ukranie